# イワドリ
イワドリ(学名：Rupicola rupicola)はスズメ目カザリドリ科に分類される鳥類の一種。近縁種のアンデスイワドリ(Rupicola peruvianus)との区別のためにギアナイワドリとも呼ばれる。

## 形態
個体差はあるが体長は27cm～32cm。オスの羽毛は翼の黒と根元部分の白い模様、尾羽の黒い模様を除いて全体が鮮やかなオレンジ色またはオレンジがかった赤色でくちばしと脚もオレンジ色である。冠羽は半円状で常に立っており、赤色(日光の当たり具合によっては茶色)のふちどりがある。一方のメスは全身がくすんだ焦げ茶色でくちばしと脚も黒っぽく、冠羽もオスと比べて小さい。

## 生態
アマゾン川下流域の雨林に生息する。食性は雑食で果実や昆虫、小型の爬虫類や両生類などを食べる。
繁殖期になるとオスはメスの気をひくために他のオスと競い合って求愛ダンスを行う。メス木の上からオスの求愛ダンスを見下ろし、気に入ったオスのところに舞い降りて交尾を行う。繁殖期におけるオス同士の争いは絶えず、求愛中の他に交尾の最中でも妨害する。また、メスの気が変わりやすく妨害をした方のオスを気に入って交尾をする可能性が高く、イワドリの交尾回数は個体によって差が激しい。

## 分布
ブラジル、コロンビア、フランス領ギアナ、ガイアナ、スリナム、ベネズエラの南アメリカ北東部のギアナ高地に生息している。近縁種のアンデスイワドリはここよりずっと西側のアンデス山脈に生息する。

## 人間との関係性
イワドリの生息域は人間の手が及んでいない熱帯雨林を多く含んでいるが、金鉱山探しでの川の汚染や材木搬出による木の切り倒しによって営巣地に影響が出ている。また、見た目からイワドリのオスはペットとしての値打ちがあり、密猟が行われているが、分布域では一般的に生息しており、IUCNは保全状況を軽度懸念としている。